# Добромирци (област Добрич)
Добромирци е бивше село в североизточна България, сега част от село Изворово.
То се намира в община Генерал Тошево, област Добрич.

## История
До 9 септември името на селото е Негрен. Понастоящем селото влиза в състава на днешно Изворово.

## Редовни събития
- Събор – всяка година на 6 май.